# 南塭 (花嶼)
南塭，為台灣澎湖縣望安鄉花嶼村的一個島嶼。島嶼位置在望安鄉花嶼南南東方約10公里，位於草嶼2東南方約1公里的海上，南塭與草嶼2之間，有許多直線排列的暗礁。與草嶼2相同，目前南塭為海、空軍的靶場，砲聲經常驚擾停留在鄰近被設為「海鳥保護區」貓嶼的鳥群。
南塭並未被列入的2005年澎湖縣島嶼數量研究案中的90島中，但其明顯達到國際海洋公約對於島嶼的標準（四面環水並在高潮時高於水面的自然形成的陸地區域）。